# Strada statale 285 di Caccamo
La strada statale 285 di Caccamo (SS 285) è una strada statale italiana della Sicilia che attraversa l'omonimo comune.

## Descrizione
La strada ha origine a Termini Imerese dove si innesta sulla strada statale 113 Settentrionale Sicula per proseguire in direzione sud, raggiungendo dapprima il casello di Termini Imerese dell'A19 Palermo-Catania e poi il centro abitato di Caccamo.
Il tracciato continua fino a Roccapalumba, innestandosi infine sulla strada statale 121 Catanese. Serve a collegare Termini Imerese con Catania tramite la SS 121 Catanese.

### Tabella percorso
| di Caccamo |                                               |      |           |
| Tipo       | Indicazione                                   | ↓km↓ | Provincia |
|            | Termini Imerese Settentrionale Sicula         | 0,0  | PA        |
|            | Palermo-Catania (Svincolo di Termini Imerese) | 1,4  | PA        |
|            | Caccamo                                       | 10,5 | PA        |
|            | per Sciara                                    | 13,2 | PA        |
|            | per Montemaggiore Belsito                     | 14,3 | PA        |
|            | Regalgioffoli                                 | 28,8 | PA        |
|            | Roccapalumba                                  | 31,3 | PA        |
|            | Catanese                                      | 32,4 | PA        |